# Believer (sång)
"Believer" är en låt av den engelska elektroniska duon Goldfrapp, utgiven som den tredje och sista singeln från albumet Head First den 6 september 2010. Låten skrevs och producerades av Alison Goldfrapp och Will Gregory med ytterligare produktion av Pascal Gabriel. Singeln uppnådde blygsamma listframgångar, plats 180 i Storbritannien och plats 31 på Billboard-listan Hot Dance Club Songs. Goldfrapp framförde låten live på den brittiska talkshowen Alan Carr: Chatty Man den 22 augusti 2010.
Videon till låten regisserades av Lisa Gunning och består av livefootage från turnén Head First World Tour. Den hade premiär online på Youtube den 11 augusti 2010.

## Låtlistor och format
Brittisk CD-singel och iTunes-EP
1. "Believer" (Album Version) – 3:43
2. "Believer" (Joris Voorn Remix) – 5:47
3. "Believer" (Vince Clarke Remix) – 5:42
4. "Believer" (Subway Remix) – 5:41
5. "Believer" (Davide Rossi Reinterpretation) – 3:59

Brittisk promosingel
1. "Believer" (Radio Edit) – 3:33
2. "Believer" (Joris Voorn Remix) – 3:56
3. "Believer" (Joris Voorn Dub) – 7:10
4. "Believer" (Vince Clarke Remix) – 5:41
5. "Believer" (Vince Clarke Remix - Edit) – 3:56
6. "Believer" (Little Loud Remix) – 4:11
7. "Believer" (Subway Remix) – 5:39
8. "Believer" (Davide Rossi Reinterpretation) – 3:57

## Listplaceringar
| Lista (2010)             | Högsta position |
| ------------------------ | --------------- |
| Brittiska singellistan   | 180             |
| USA Hot Dance Club Songs | 31              |